# Gustaf Elander
Gustaf Olof Elander, född 1 juli 1942 i Göteborg, död 11 mars 2000 i Stockholm,  var en svensk skådespelare och regissör.

## Biografi
Han tog studenten vid Hvitfeldtska gymnasiet i Göteborg, varefter han studerade drama och filosofi vid University of California, Berkeley, USA. När han kom hem turnerade han som Nalle Puh med Riksteatern. Elander utexaminerades från Statens scenskola i Malmö, där han hade gått i samma klass som bland andra Claire Wikholm, Thomas Hellberg och Agneta Ekmanner.. Efter scenskolan anställdes han vid Stockholms stadsteater, där han var verksam 1968-2000, som skådespelare och regissör.

## Filmografi
- 1975 – Pojken med guldbyxorna (TV-serie)
- 1983 – Öbergs på Lillöga (TV-serie)
- 1984 – Slagskämpen
- 1988 – Stoft och skugga (TV-serie)
- 1989 – Varuhuset (TV-serie)
- 1992 – Utpressarna
- 1994 – Den vite riddaren (TV-serie)
- 1994 – Polismördaren
- 1997 – Tic Tac
- 1998 – Rederiet (TV-serie)

## Teater

### Roller (ej komplett)
| År   | Roll                   | Produktion                                                                                  | Regi                                                   | Teater                 |
| ---- | ---------------------- | ------------------------------------------------------------------------------------------- | ------------------------------------------------------ | ---------------------- |
| 1969 | En officer             | Familjen Tot (Tóték) István Örkény                                                          | Ernst Günther                                          | Stockholms stadsteater |
| 1969 | Janne, bonddräng m.fl. | Den förgyllda lergöken Emil Norlander                                                       | Lars Edström                                           | Stockholms stadsteater |
| 1971 |                        | De vilda svanarna (De vilde Svaner) H.C. Andersen                                           | Fred Hjelm                                             | Stockholms stadsteater |
| 1973 | Tjänare                | Kung Lear (King Lear) William Shakespeare                                                   | Kalle Holmberg                                         | Stockholms stadsteater |
| 1973 | Anders Fuchs           | Gösta Berlings saga Selma Lagerlöf                                                          | Johan Bergenstråhle Marie-Louise De Geer Bergenstråhle | Stockholms stadsteater |
| 1974 | Aslaks gäng            | Peer Gynt, del I Henrik Ibsen                                                               | Fred Hjelm                                             | Stockholms stadsteater |
| 1975 | Petr Sergejevitj       | Körsbärsträdgården (Вишнёвый сад, Visjnjovyj sad) Anton Tjechov                             | Jan Håkanson                                           | Stockholms stadsteater |
| 1976 | Robert Herr Gabor      | Längtan (Frühlings Erwachen) Frank Wedekind                                                 | Jonas Cornell                                          | Stockholms stadsteater |
| 1977 | En trumslagare         | Slaget vid Lobositz (Schlacht bei Lobositz) Peter Hacks                                     | Friedo Solter                                          | Stockholms stadsteater |
| 1982 | Arkadij                | Brott och straff (Преступление и наказание, Prestuplenije i nakazanije) Fjodor Dostojevskij | Jan Håkanson                                           | Stockholms stadsteater |

### Regi (ej komplett)
| År   | Produktion                                      | Upphovsmän                                    | Teater                   |
| ---- | ----------------------------------------------- | --------------------------------------------- | ------------------------ |
| 1980 | Slutspel Fin de partie                          | Samuel Beckett Översättning Göran O. Eriksson | Helsingborgs stadsteater |
| 1981 | Körsbärsträdgården Вишнёвый сад, Visjnjovyj sad | Anton Tjechov Översättning Jan Håkansson      | Helsingborgs stadsteater |
| 1996 | 900 Oneonta Street 900 Oneonta                  | David Beaird Översättning Gustaf Elander      | Stockholms stadsteater   |